# Jean Séphériades
Jean Séphériades, né le 2 janvier 1922 à Paris et mort accidentellement le 22 août 2001 à Courbevoie, est un rameur français, licencié au Rueil-Malmaison Sport.
Il est élève à l'École Supérieure de Commerce de Paris. Après ses études il devient chef d'entreprise.
Pendant la Seconde Guerre mondiale, il s'engage dans la 2e DB et fait la campagne d'Allemagne comme chef de char. Il est décoré à ce titre de la Croix de guerre 1939-1945.
Après sa démobilisation il retrouve les bassins de la Société Nautique de la Basse Seine, basée à Courbevoie, où il avait débuté en 1942.

## Son parcours
Il court pour la première fois en quatre débutants en 1938. De son propre aveu, voulant être seul responsable de ses efforts, il opte pour le skiff et entre à la Société Nautique de la Basse Seine.
Il est :
- En 1945, champion de France en double-scull avec André Giriat (1905-1967)

- Le 6 juillet 1946, lors de la régate royale de Henley (la 107e régate annuelle) qui faisait alors office de championnat du monde officieux, vainqueur de trois longueurs lors du Diamond Challenge Sculls (en)devant John B. Kelly jr, frère de Grace Kelly.
- De 1942 à 1947, six fois champion de France en skiff
- De 1943 à 1947, champion de la Seine en skiff pour la Société Nautique de la Basse Seine (S.N.B.S.)
- En 1947, champion d'Europe en skiff  à Lucerne

En 1946, il est désigné champion des champions français de l'année par le quotidien sportif L'Équipe (toute première attribution de cette reconnaissance annuelle) et obtient le Prix Virginie Hériot (futur Prix Guy Wildenstein) de l'Académie des sports la même année (récompensant la conduite exemplaire d'un sportif français), ainsi que le Grand Prix de la Presse Sportive.
Lors des Jeux olympiques de 1948 à Londres, il est le porte-drapeau de la délégation olympique française pour la cérémonie d'ouverture.
Il abandonne la compétition après son échec à ces jeux, éliminé en quarts de finale par l'Australien Mervyn Wood qui sera le champion olympique. (1948 sera la seule Olympiade où il n'y eut pas de repêchages).
Il prend des responsabilités à la commission technique de la Fédération française des Sociétés d’Aviron. Les rameurs de L’Encouragement Raymond Salles et Gaston Mercier, champions olympiques en 1952, ont été sélectionnés par l’équipe technique qu’il dirigeait.
En 1978, il est élu à la présidence de la Société Nautique de la Basse Seine, fonction qu'il occupe durant 13 ans.
Il fait partie de la deuxième promotion des « Gloires du Sport » français, en 1994.
À Courbevoie (92), l'espace Jean-Pierre Rives, complexe sportif, possède un tank d’aviron baptisé du nom de Jean Séphériades.
Ayant habité de nombreuses années au Vésinet, Jean Séphériades y est inhumé.

## Bibliographie

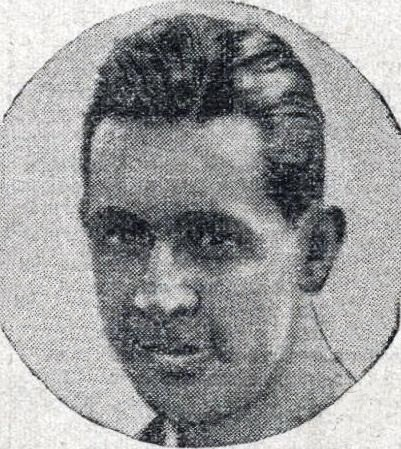
Jean Séphériades en 1941.